# Ildikó Erdélyi
Ildikó Erdélyi z domu Szabó (ur. 19 lipca 1955 w Vásárosnamény, w komitacie Szabolcs-Szatmár-Bereg) – węgierska lekkoatletka, która specjalizowała się w skoku w dal i biegach sprinterskich. Dwukrotna medalistka halowych mistrzostw Europy.
Zdobyła srebrny medal w biegu na 200 metrów i zajęła 5. miejsce w sztafecie 4 × 100 metrów na mistrzostwach Europy juniorów w 1973 w Duisburgu.
Zajęła 6. miejsce w sztafecie 4 × 100 metrów, 9. miejsce w skoku w dal i odpadła w półfinale biegu na 200 metrów na mistrzostwach Europy w 1974 w Rzymie. Na igrzyskach olimpijskich w 1976 w Montrealu zajęła 5. miejsce w finale skoku w dal i odpadła w eliminacjach biegu na 200 metrów.
Zdobyła srebrny medal w skoku w dal na halowych mistrzostwach Europy w 1977 w San Sebastián, przegrywając jedynie z Jarmilą Nygrýnovą z Czechosłowacji, a wyprzedzając Heidemarie Wycisk z Niemieckiej Republiki Demokratycznej. Powtórzyła ten sukces na kolejnych halowych mistrzostwach Europy w 1978 w Mediolanie, ponownie przegrywając z Nygrýnovą, a wyprzedzając Sue Reeve z Wielkiej Brytanii.
Erdélyi była mistrzynią Węgier w biegu na 100 metrów w 1974, 1975 i 1977, w biegu na 200 metrów w 1974 i 1977, w biegu na 100 metrów przez płotki w 1975 oraz w skoku w dal w 1975, 1976 i 1977, a w hali mistrzynią w biegu na 60 metrów w 1977 i w skoku w dal w latach 1974 i 1976–1978.
Czterokrotnie poprawiała rekord Węgier w skoku w dal, doprowadzając go do wyniku 6,76 m, osiągniętego 9 października 1977 w Budapeszcie. Dwukrotnie poprawiała rekord swego kraju w sztafecie 4 × 100 metrów do czasu 44,51 s uzyskanego 8 września 1974 w Rzymie. 